# 高橋順子
高橋 順子（たかはし じゅんこ、1944年8月28日 - ）は、日本の詩人。「歴程」同人。本姓は車谷。俳号は泣魚（きゅうぎょ）。

## 経歴
千葉県飯岡町（現旭市）生まれ。千葉県立匝瑳高等学校卒業。東京大学文学部フランス文学科卒業。青土社などの出版社に勤務。1998～2004年、法政大学日本文学科非常勤講師。
1993年10月、作家車谷長吉と結婚。2005年、車谷、新藤凉子と世界一周の船旅をする。2008年2～5月、車谷と四国八十八ヶ所を巡礼する。

## 受賞歴
- 1987年 『花まいらせず』で現代詩女流賞[4]
- 1990年 『幸福な葉っぱ』で現代詩花椿賞
- 1997年 『時の雨』で読売文学賞[1]
- 2000年 『貧乏な椅子』で丸山豊記念現代詩賞
- 2014年 『海へ』で藤村記念歴程賞[1]、三好達治賞[1]
- 2018年 『夫・車谷長吉』で講談社エッセイ賞[2]

## 著作

### 詩集
- 『海まで』牧神社、1977
- 『凪』書肆山田、1981
- 『花まいらせず』書肆山田、1986
- 『幸福な葉っぱ』書肆山田、1990
- 『普通の女』書肆山田、1993
- 『高橋順子詩集成』書肆山田、1996
- 『時の雨』青土社、1996
- 『川から来た人 高橋順子詩集』ふらんす堂、2000
- 『貧乏な椅子』花神社、2000
- 『高橋順子詩集』（現代詩文庫）思潮社、2001
- 『高橋順子詩集』芸林書房、2002
- 『どうろくじんさま』思潮社、2005
- 『あさって歯医者さんに行こう』デコ、2009
- 『お遍路』書肆山田、2009
- 『海へ』書肆山田、2014
- 『さくら　さくらん』デコ、2019

### 小説
- 『恐竜の散歩道』（地球大百科生きている森）ぎょうせい、1989
- 『雲のフライパン』愛育社、2004
- 『月光人魚伝説』飾磨屋書店、2006
- 『緑の石と猫』文藝春秋、2009

### エッセイ
- 『意地悪なミューズ』書肆山田、1991
- 『博奕好き』新潮社、1998
- 『けったいな連れ合い』PHP研究所、2001
- 『草しずく』世界文化社、2006
- 『花の巡礼』小学館、2008
- 『恋の万葉・東歌』書肆山田、2008
- 『一茶の連句』岩波書店、2009
- 『水のなまえ』白水社、2014
- 『夫・車谷長吉』文藝春秋、2017

### 連詩・絵、写真つき著作
- 『海の少女』牧野鈴子絵 新書館（絵物語永遠の一瞬）1996
- 『からすうりの花 連詩』新藤凉子,吉原幸子 書肆とい、1998
- 『水を編む人』泉豊写真 愛育社、1999
- 『百八つものがたり 連詩』三木卓,新藤凉子 思潮社、2001
- 『雨の名前』佐藤秀明写真 小学館、2001
- 『風の名前』同 小学館、2002
- 『花の名前』同 小学館、2005
- 『月の名前』同 デコ、2012
- 『一茶　生きもの句帳』岡本良治写真　小学館文庫、2002
- 『地球一周航海ものがたり 連詩』新藤凉子 思潮社、2006

### 評論等
- 『連句のたのしみ』新潮選書、1997
- 『富小路禎子』新潮社、2001

### 翻訳・編纂
- 『航海日誌』ハンス・アルプ 書肆山田、1991
- 『うたはめぐる 忘れられない四季の詩歌』文藝春秋、2004
- 『日本の名詩を読みかえす』いそっぷ社、2004
- 『現代日本女性詩人85』 新書館、2005
- 『日本の現代詩101』　新書館、2007
- ジョン・ミリントン・シング『この海に』デコ　2012